# Moni’s Grill
Moni’s Grill (der falsche Apostroph ist Absicht) ist eine Kombination aus Serie und Talk, die vom Bayerischen Rundfunk für Das Erste produziert wurde. Autor und Regisseur war Franz Xaver Bogner; die erste Folge wurde am 22. September 2016 gesendet.
Unter dem Titel München Grill wird die Serie fortgesetzt.

## Inhalt
Die Serie spielt in einem Münchner Lokal, das von den beiden Schwestern Moni und Toni Schweiger betrieben wird. Zur Familie gehören noch Mutter Christa, Tonis Tochter Consuela und Monis Adoptivsohn Hermes.

## Talkgäste
Die Talkgäste kommen am Anfang jeder Folge von der U-Bahn über den Viktualienmarkt direkt in das Lokal zum Gespräch mit Monika Gruber.

## Episodenliste/Talkgäste
| Nr. | Originaltitel | Erstausstrahlung D | Regie              | Drehbuch           | Talkgäste                |
| --- | ------------- | ------------------ | ------------------ | ------------------ | ------------------------ |
| 1   | Mama          | 22. Sep. 2016      | Franz Xaver Bogner | Franz Xaver Bogner | Hella von Sinnen         |
| 2   | Tag und Nacht | 29. Sep. 2016      | Franz Xaver Bogner | Franz Xaver Bogner | Sonya Kraus              |
| 3   | Papa          | 6. Okt. 2016       | Franz Xaver Bogner | Franz Xaver Bogner | Georg Hackl & Felix Loch |
| 4   | Ich oder Wir  | 13. Okt. 2016      | Franz Xaver Bogner | Franz Xaver Bogner | Elmar & Fritz Wepper     |
| 5   | Welcher See?  | 20. Okt. 2016      | Franz Xaver Bogner | Franz Xaver Bogner | Wigald Boning            |
| 6   | In der Nähe   | 27. Okt. 2016      | Franz Xaver Bogner | Franz Xaver Bogner | Regina Halmich           |
| 7   | Ein Angebot   | 3. Nov. 2016       | Franz Xaver Bogner | Franz Xaver Bogner | Harry G                  |

## Kritiken
„Hat diese krampfigen Schmonzetten wirklich Bogner fabriziert? Kann doch nicht sein. Es ist, als würde ein Sternekoch plötzlich Dosensuppen servieren. […] Bei den Dreharbeiten hat Bogner angesichts der Genremixtur von einem 'Freiflug' gesprochen. Kann man mal riskieren, wenn ein so guter Regisseur und so gute Schauspieler am Werk sind. Rätselhaft, dass es ein Tiefflug geworden ist.“